# Células sésseis
As Células sésseis são componentes de microrganismos que se aderem a uma matriz e resultam em uma comunidade bacteriana fisiologicamente integrada e aderida à superfície chamada de biofilme. Sabe-se que há intensa formação de biofilme em áreas de contato entre ar e água, devido à movimentação dos líquidos e do atrito mecânico, que possibilita o desprendimento de fragmentos deste biofilme para colonizarem outros ambientes.
Dentro deste microambiente chamado biofilme, forças eletrostáticas e os nutrientes disponíveis recrutam os primeiros microrganismos, e em seguida essas células se multiplicam e produzem exopolissacarídeos, alterando assim as condições iniciais do meio, e desta forma sinalizam para a migração de outros microrganismos.
Nesse microambiente podem-se destacar duas porções facilmente distinguíveis: o interior do biofilme, em que as condições são facilmente controladas, e o exterior deste, em que o controle nutricional é dificultado. Sabendo que há células nas duas porções, denominam-se células sésseis aquelas que se localizam na porção interna, e células planctônicas as exteriorizadas flutuantes.
As células sésseis expressam genes profundamente diferentes daqueles expressos pelas células planctônicas, o que justifica parcialmente o enorme valor de sobrevivência da formação de biofilme.
As células sésseis ganham importância à medida que, devido ao microambiente controlado que as protegem de agentes agressores externos como medicamentos, resultam na razão da resistência inata à antimicrobianos.